# Харитонов, Анатолий Юрьевич
Анато́лий Ю́рьевич Харито́нов (21 сентября 1949, Магнитогорск — 4 апреля 2013, Новосибирск) — советский и российский энтомолог, специалист по систематике стрекоз, доктор биологических наук.

## Биография
Родился 21 сентября 1949 года в Магнитогорске Челябинской области. В 1968 году стал студентом Челябинского педагогического университета. В студенческие годы опубликовал первую статью по стрекозам. В 1972 году после окончания вуза поступил в аспирантуру Биологического института СО АН СССР. Научным руководителем был известный специалист по стрекозам Борис Фёдорович Белышев. В 1975 году Харитонов защитил кандидатскую диссертацию по теме «Стрекозы Урала и Зауралья (фауна, экология, зоогеография)». В 1981 году утверждён в должности руководителя лаборатории экологии насекомых, а 1987 стал заместителем директора Института систематики и экологии животных. В 1991 году в МГУ состоялась защита докторской диссертации по теме «Бореальная одонатофауна и экологические факторы географического распространения стрекоз».

## Научные достижения
Внёс весомый вклад в изучение экологии амфибионтных насекомых Сибири и оценил их роль в биогеохимических циклах. Под руководством Харитонова была оценена биомасса, выносимая ежегодно на сушу амфибионтными насекомыми в Обь-Иртышском бассейне. Численность стрекоз в бассейне озера Чаны оценена в 4,3 млрд особей, что составляет около 90 тонн сухой биомассы. Описал несколько таксонов стрекоз. Открыл явления репродуктивной миграции и выявил особенности внутрипопуляционной дифференциации у стрекоз. Им были описаны типы пространственного перемещения стрекоз. Он доказал, что стабильность границ ареалов стрекоз объясняется конкурентными отношениями за места откладки яиц. Состоял членом редколлегий журналов «Odonatologica» и «Notulae odonatologicae». В 2001 году был инициатором проведения XV международного одонатологического симпозиума. Харитонов подготовил 16 кандидатов и 2 доктора наук.

### Таксоны, описанные Харитоновым
- подотряд Archeoptera Belyshev et Haritonov, 1985
- семейство Chorismagrionidae Belyshev et Haritonov, 1985
- Ischnura aralensis Haritonov, 1979
- Enallagma belyshevi Haritonov, 1975
- Enallgma nigrolineata Belyshev et Haritonov, 1975.

### Виды, названные в честь Харитонова
В часть Харитонова названы два вида стрекоз
- Ischnura haritonovi Dumont, 1997
- Sympetrum haritonovi Borisov, 1983.

## Избранные публикации
Автор 184 публикаций, в том числе пяти монографий:

### Монографии
- Белышев Б. Ф. и Харитонов А. Ю. Определитель стрекоз по крыльям: роды Бореального фаунистического царства и сопредельных земель, виды фауны СССР / отв. ред. Н. А. Виолович. — Новосибирск: Наука, 1977. — 397 с.
- Белышев Б. Ф. и Харитонов А. Ю. География стрекоз (Odonata) Бореального фаунистического царства. — Новосибирск: Наука, 1981. — 280 с.
- Белышев Б. Ф. и Харитонов А. Ю. География стрекоз (Odonata) Меридионального фаунистического царства. — Новосибирск: Наука, 1983. — 153 с.
- Белышев Б. Ф., Харитонов А. Ю., Борисов С. Н. и др. Фауна и экология стрекоз. — Новосибирск: Наука, 1989. — 207 с.
- Кетенчиев Х. А. и Харитонов А. Ю. Стрекозы Средиземноморья. — Нальчик, 1999. — 116 с.

### Статьи
- Belyshev B. F. & Haritonov A. Yu. Individual and geografical variation in Coenagrion glaciale (Selys; 1872), with description of a new subspecies (enn) // Odonatologica : journal. — 1973. — Т. 2, № 2. — С. 99—103.
- Белышев Б. Ф. и Харитонов А. Ю. О японо-гималайских ареалах стрекоз Юго-Восточной Азии // Зоологический журнал : журнал. — 1975. — Т. 54, № 3. — С. 471–472. — ISSN 0044-5134.
- Харитонов А. Ю. Условия обитания личиночных фаз стрекоз в Заполярье // Экология : журнал. — 1975. — № 3. — С. 96—99. — ISSN 0367-0597.
- Белышев Б. Ф. и Харитонов А. Ю. К истории бореального вида стрекоз Nehalennia speciosa Charp. 1840 и о центре происхождения рода Nehalennia Selys, 1850 (Odonata, Coenagrionidae) // Энтомологическое обозрение : журнал. — 1977. — Т. 56, № 4. — С. 776—780. — ISSN 0367-1445.
- Dumont H. J., Haritonov A. Yu. & Borisov S. N. Larval morphology and range of thee West Asiatic species of the genus Onychogomphus Selys, 1854 (Insecta: Odonata) (англ.) // Hydrobiologia : journal. — 1992. — Vol. 245. — P. 169–17. — ISSN 0018-8158.
- Харитонов А. Ю. Внутри- и межвидовые взаимодействия стрекоз (Insecta, Odonata) как фактор формирования видовых ареалов и стабилизации их границ // Сибирский экологический журнал : журнал. — 1994. — № 4. — С. 321—329. — ISSN 0869-8619.
- Белышев Б. Ф., Харитонов А. Ю. О распространении рода Orthetrum Newm. (Odonata, Libellulidae) // Вестник зоологии : журнал. — 1979. — № 3. — С. 81—84. — ISSN 0084-5604.
- Kosterin O. E., Malikova E. I. & Haritonov A. Yu. Critical species of Odonata in the Asian part of the former USSR and the Republic of Mongolia (англ.) // International Journal of Odonatology : journal. — 2004. — Vol. 7, no. 2. — P. 341–370. — ISSN 1388-7890.